# Ночь и город (фильм, 1992)
«Ночь и город» (англ. Night And The City) — поставленный в 1992 году ремейк классического нуара 1950 года, посвящённый его режиссёру Жюлю Дассену. Оба фильма вольно следуют сюжетной канве одноимённого романа Джеральда Керша (1938).

## Сюжет
Адвокат Хэрри Фэбиан мечтает добиться чего-нибудь стоящего. Он совершает много ошибок, но не унывает и продолжает барахтаться в муравейнике Нью-Йорка. Его любит Хелен (Лэнг), жена бармена Фила, мечтающая открыть свой бар и уйти от постылого мужа. Она предлагает Хэрри уехать в Калифорнию, но Фэбиан случайно хватается за идею заняться спортивным бизнесом — он решил стать промоутером. Для этого он назанимал у всех денег, даже у ростовщиков, пригласил старика Ала (Уорден), бывшего боксёра и старшего брата полумафиозного дельца, пообещавшего убить, если с братом (а у того было слабое сердце) что-нибудь случится. Хелен он достал фальшивую лицензию на торговлю спиртным, и в конце перед самым матчем несчастья посыпались на него со всех сторон.

## В ролях
- Роберт Де Ниро — Хэрри Фэбиан
- Джессика Лэнг — Хелен
- Клифф Горман — Филл
- Джек Уорден — Эл Гроссман
- Илай Уоллак — Пек
- Барри Праймус — Томми
- Генри Миллиган — "Хлопок"
- Реджис Филбин — играет сам себя
- Алан Кинг — Айра "Бум-Бум" Гроссман

## Отзывы
Джонатан Розенбаум назвал вторую версию «Ночи и города» капитально уступающей во всех отношениях оригиналу. Хотя название сохранено, ночные сцены в этом фильме практически отсутствуют.